# کاخ فونتن‌بلو
کاخ فونتن‌بلو (انگلیسی: Palace of Fontainebleau) که در فرانسه با نام شاتو د فونتن‌بلو مشهور است عمارتی است که در ۵۵ کیلومتری جنوی شرقی پاریس قرار دارد و یکی از بزرگترین شاتوهای سلطنتی در فرانسه می‌باشد. این عمارت خاطره بیش از ۷۰۰ سال حضور حاکمان فرانسه، از به تخت نشستن لوئی هفتم در سال ۱۱۳۷ تا سقوط امپراتوری دوم در سال ۱۸۷۰ را ارائه می‌دهد. این عمارت همان عمارتی است که ناپلئون بناپارت با امضای پیمان فونتن‌بلو در آن از تاج و تخت کناره‌گیری و بعد از آن به جزیره آلب تبعید گردید. امروزه از این کاخ و عمارت در قامت یک موزه و میراث جهانی یونسکو نگهداری می‌گردد که در کمون فونتن‌بلو واقع شده است

## تاریخچه

### کاخ قرون وسطی (قرن دوازدهم)
اولین سابقه قلعه مستحکم در فونتنبلو به سال ۱۱۳۷ بازمی گردد. به دلیل شکار فراوان و چشمه های فراوان در جنگل های اطراف، این مکان به اقامتگاه و مکان شکار مورد علاقه پادشاهان فرانسه تبدیل شد. نام خود را از یکی از چشمه‌ها به نام فواره دوبلیو گرفته است که اکنون در باغ انگلیسی و در کنار بال لوئی پانزدهم قرار دارد. این مکان توسط پادشاه لوئی هفتم مورد استفاده قرار گرفت، که توماس بکت کلیسا را در سال ۱۱۶۹ تقدیس کرد. همچنین توسط فیلیپ دوم؛ لوئی نهم (بعداً به‌عنوان سنت لوئی، قدیس شد)، که یک بیمارستان و یک صومعه به نام Couvent des Trinitaires در کنار قلعه ساخت. فیلیپ چهارم نیز در قلعه به دنیا آمد و درگذشت.

## نگارخانه

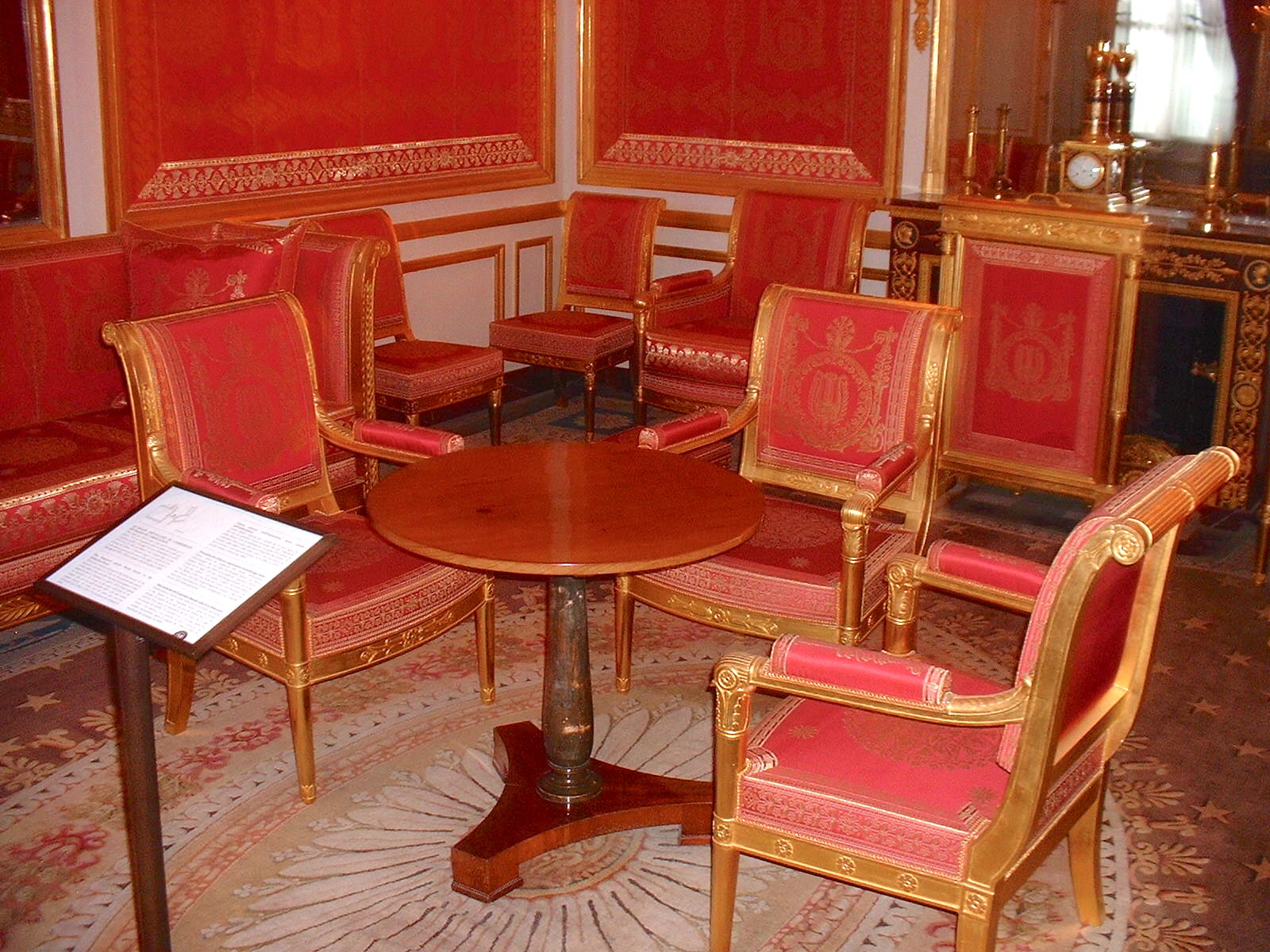
میز پایه در شاتو دو فونتن‌بلو که معاهده فونتن‌بلو در سال ۱۸۱۴ بر روی آن امضا شد.
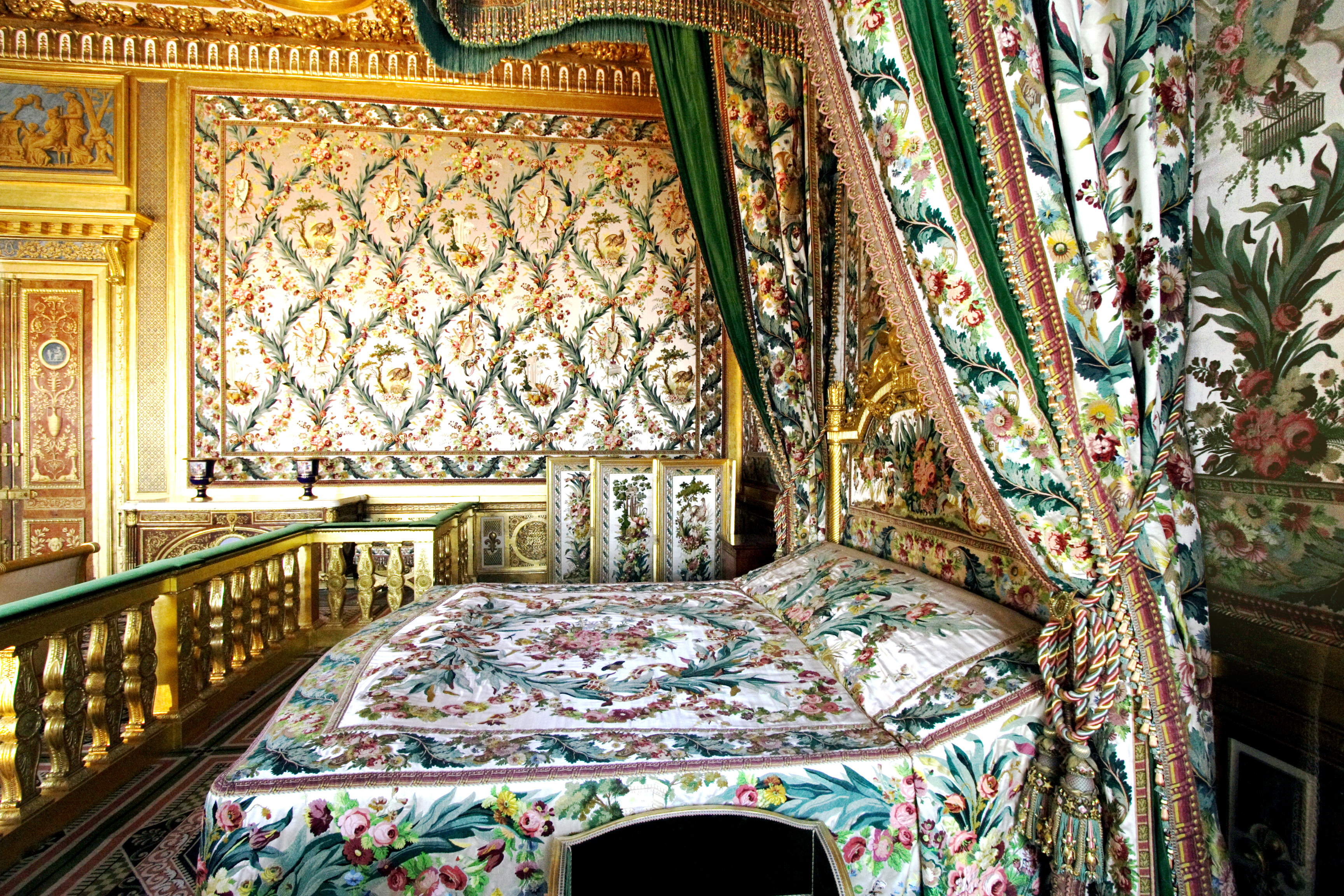
خوابگاه ملکه ماری آنتوانت
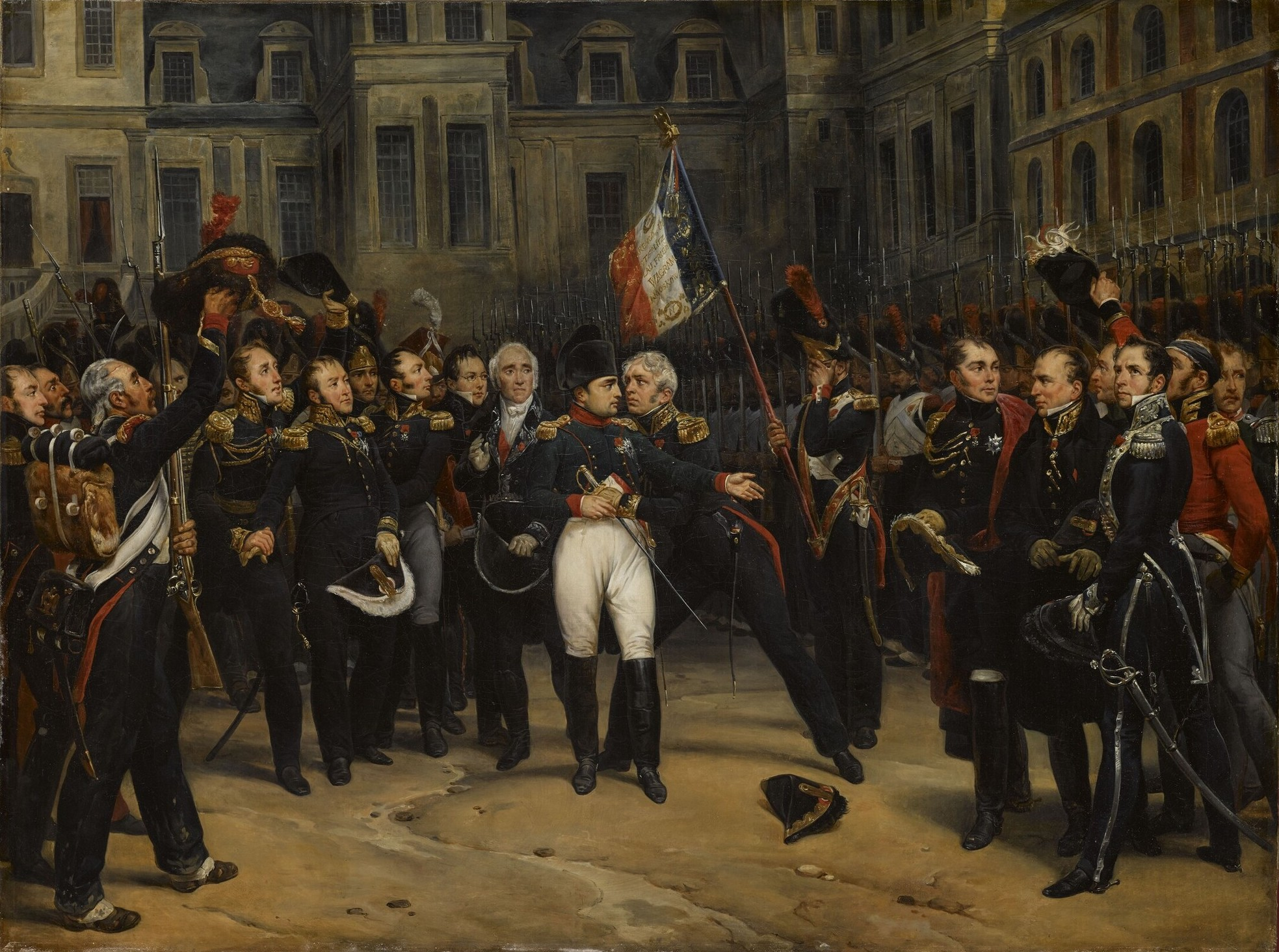
وداع ناپلئون با گارد امپراتوری در حیاط شوال بلان (اسب سفید) کاخ فونتن‌بلو
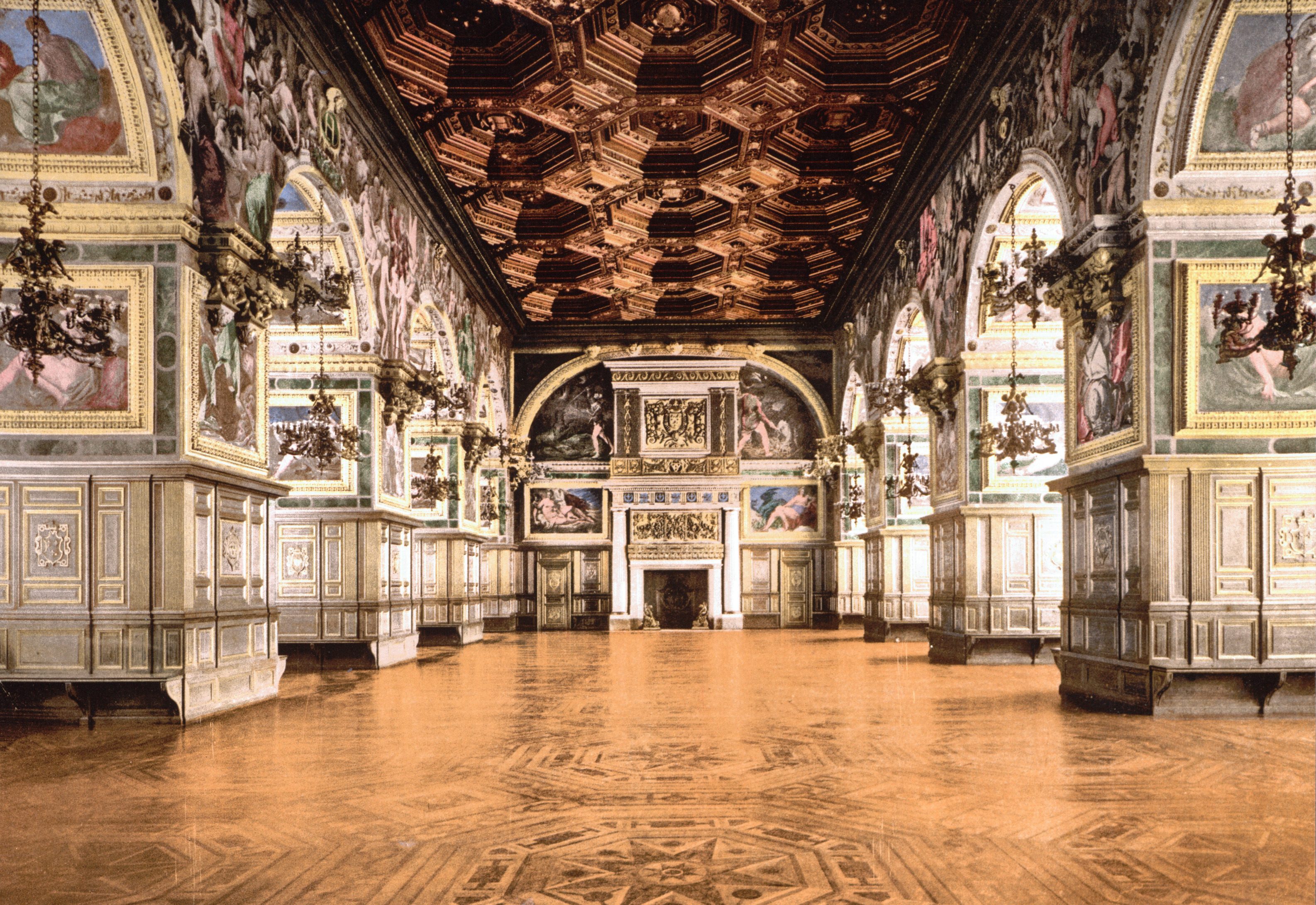
گالری آنری دوم
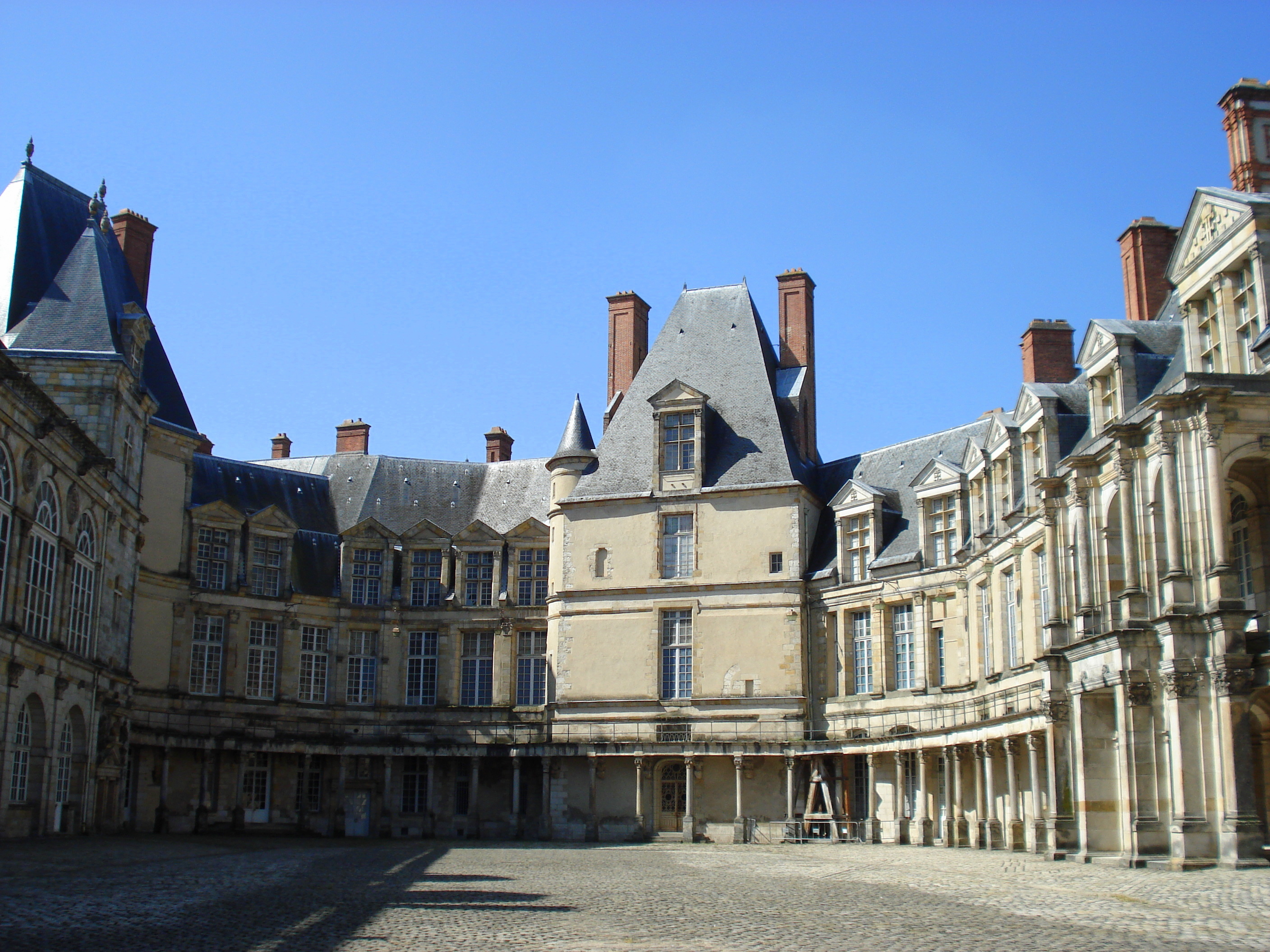
حیاط بیضی شکل
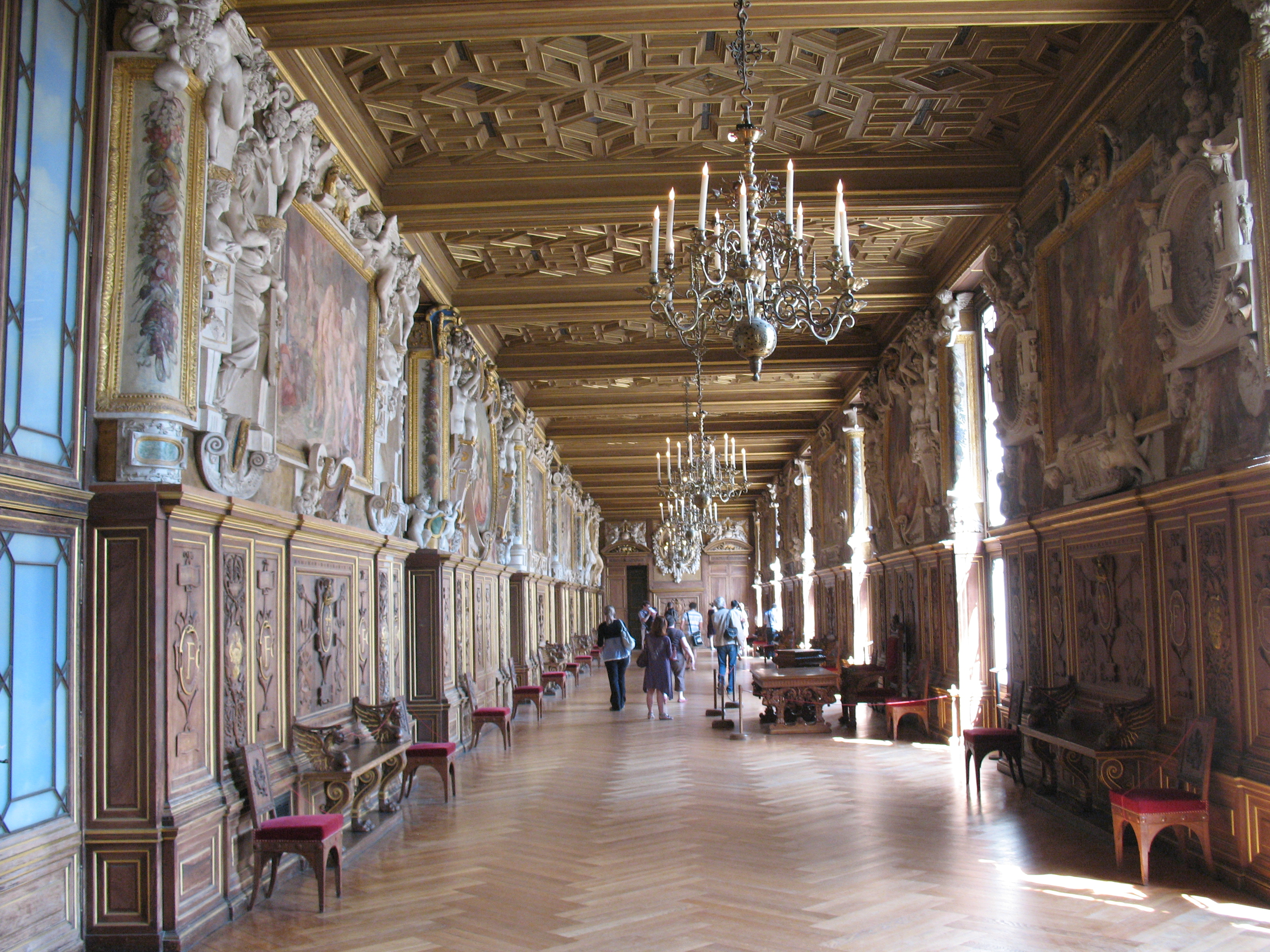
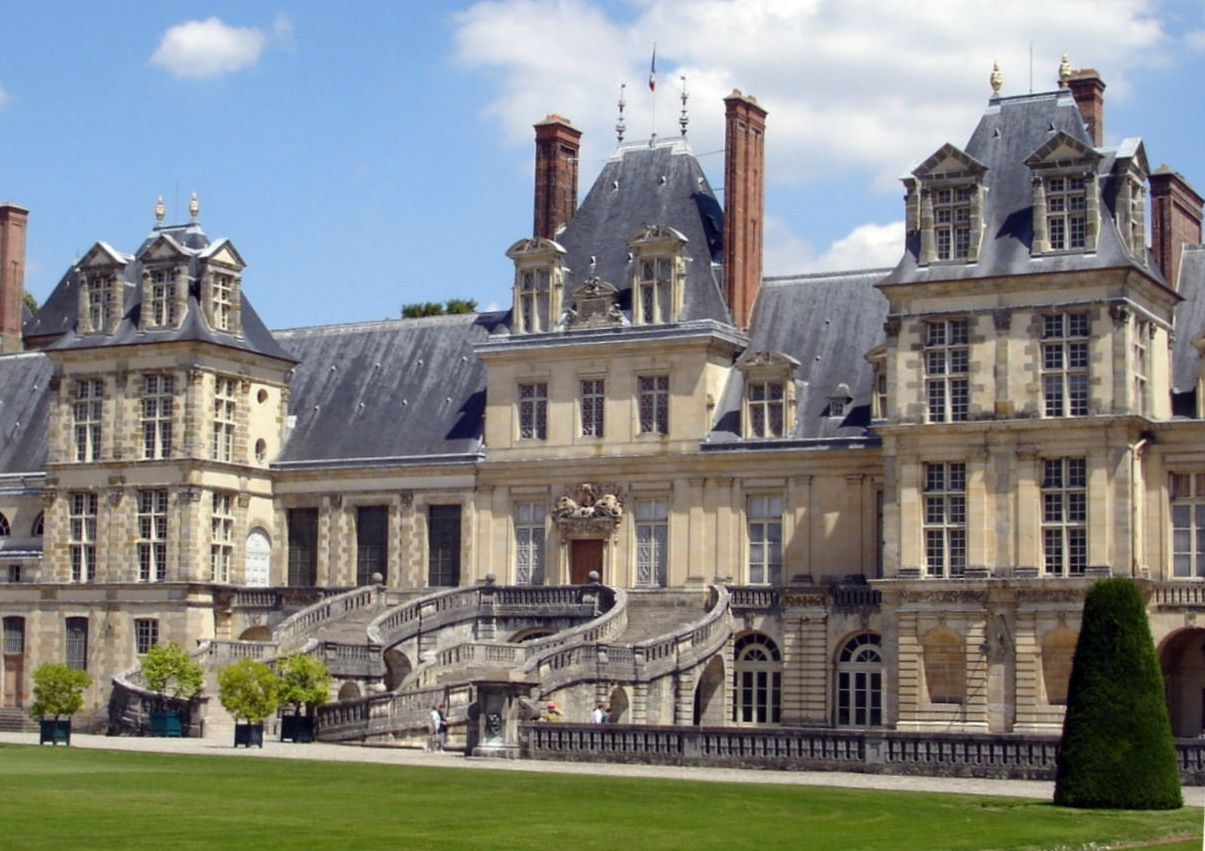
پلکان نعل اسبی بزرگ (در نعل اسب دوتایی)، ساختمان اسب سفید
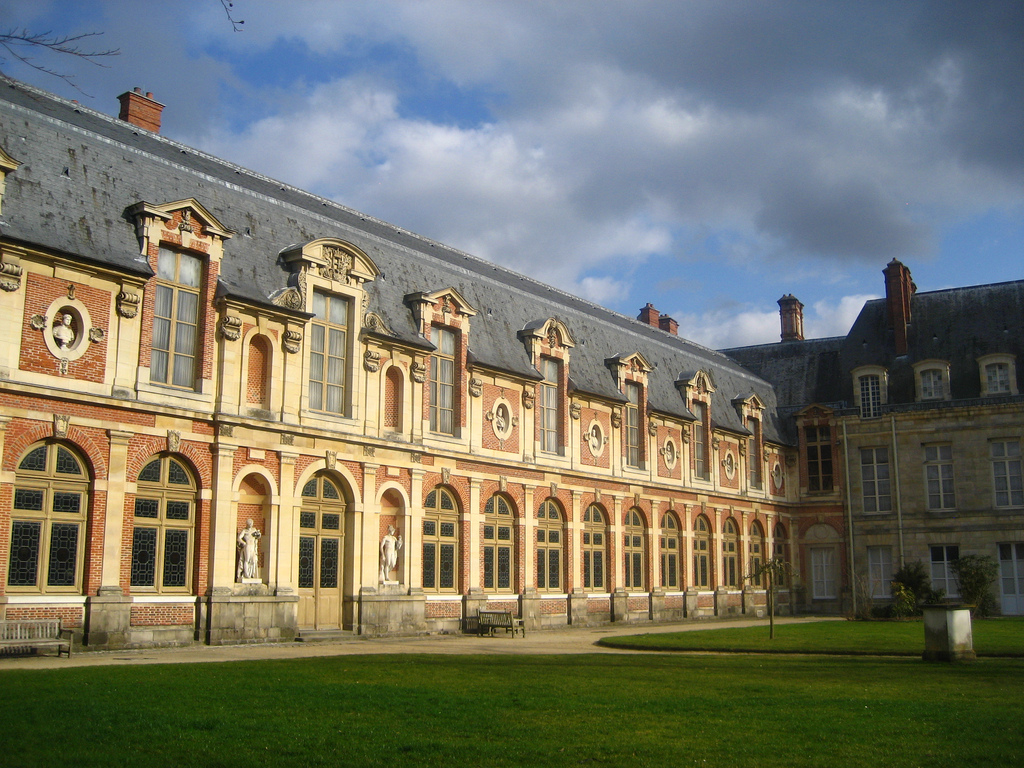
بال گالری دو دایان
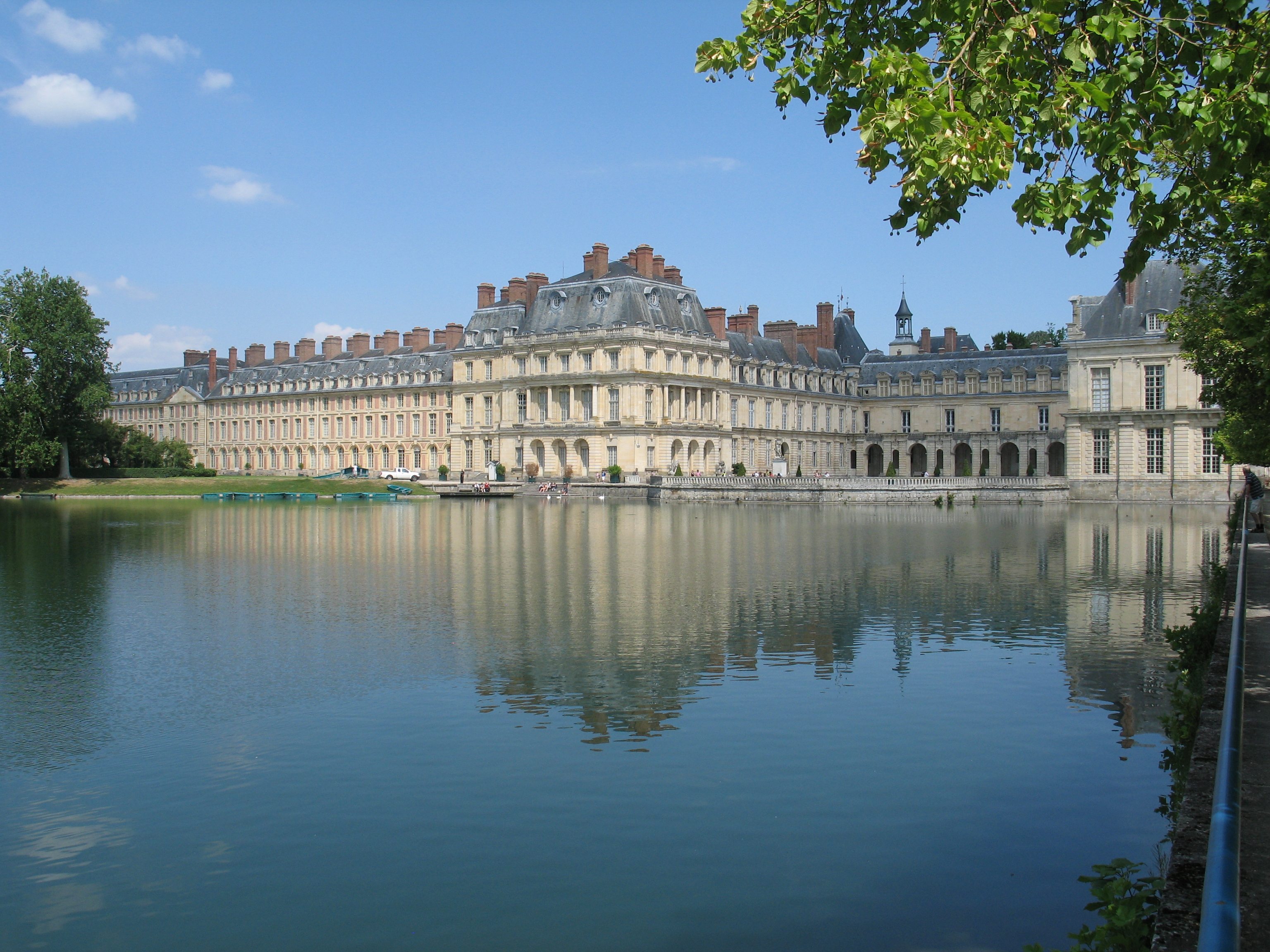
نمای پشت کاخ فونتن‌بلو
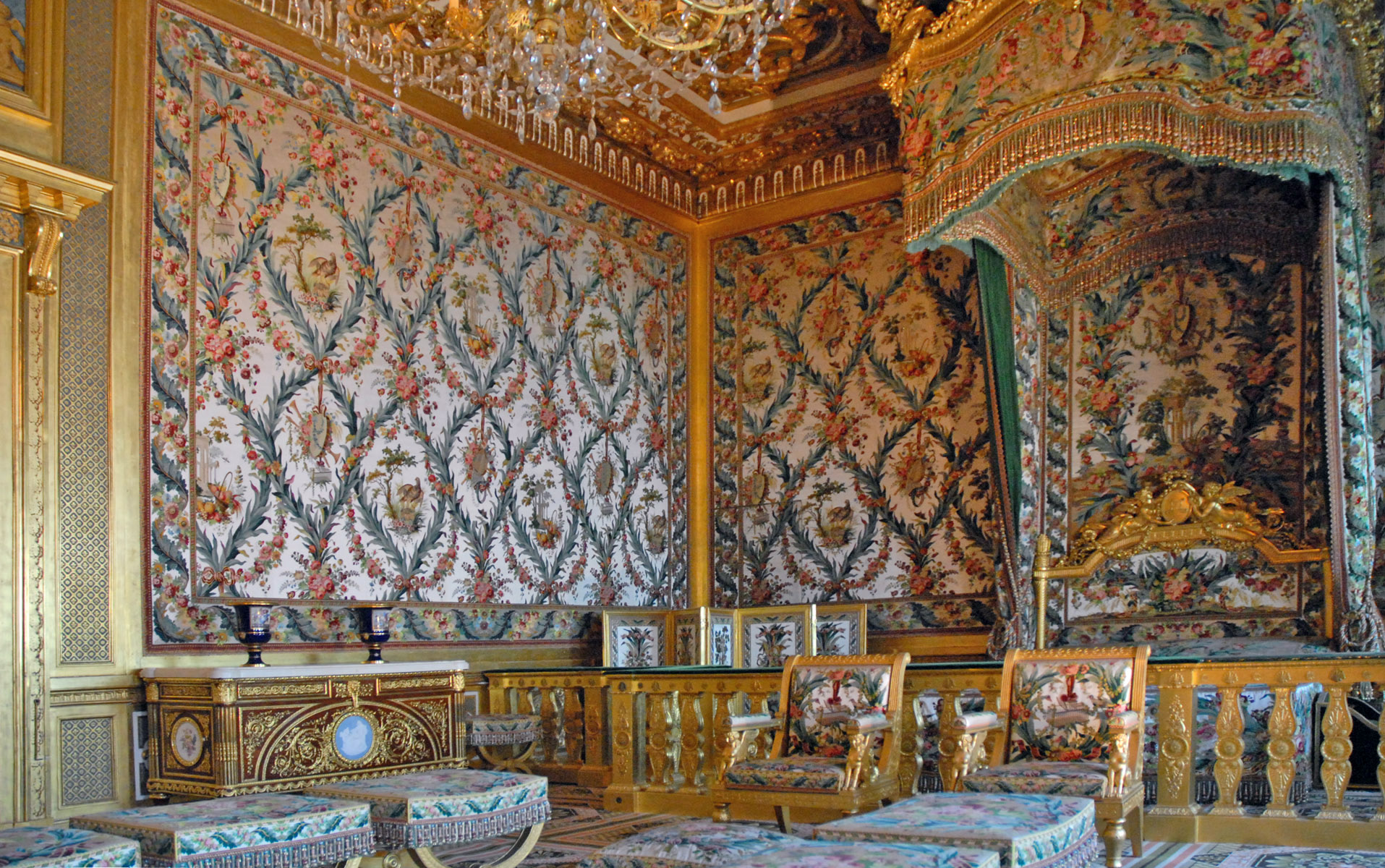
اتاق خواب ملکه
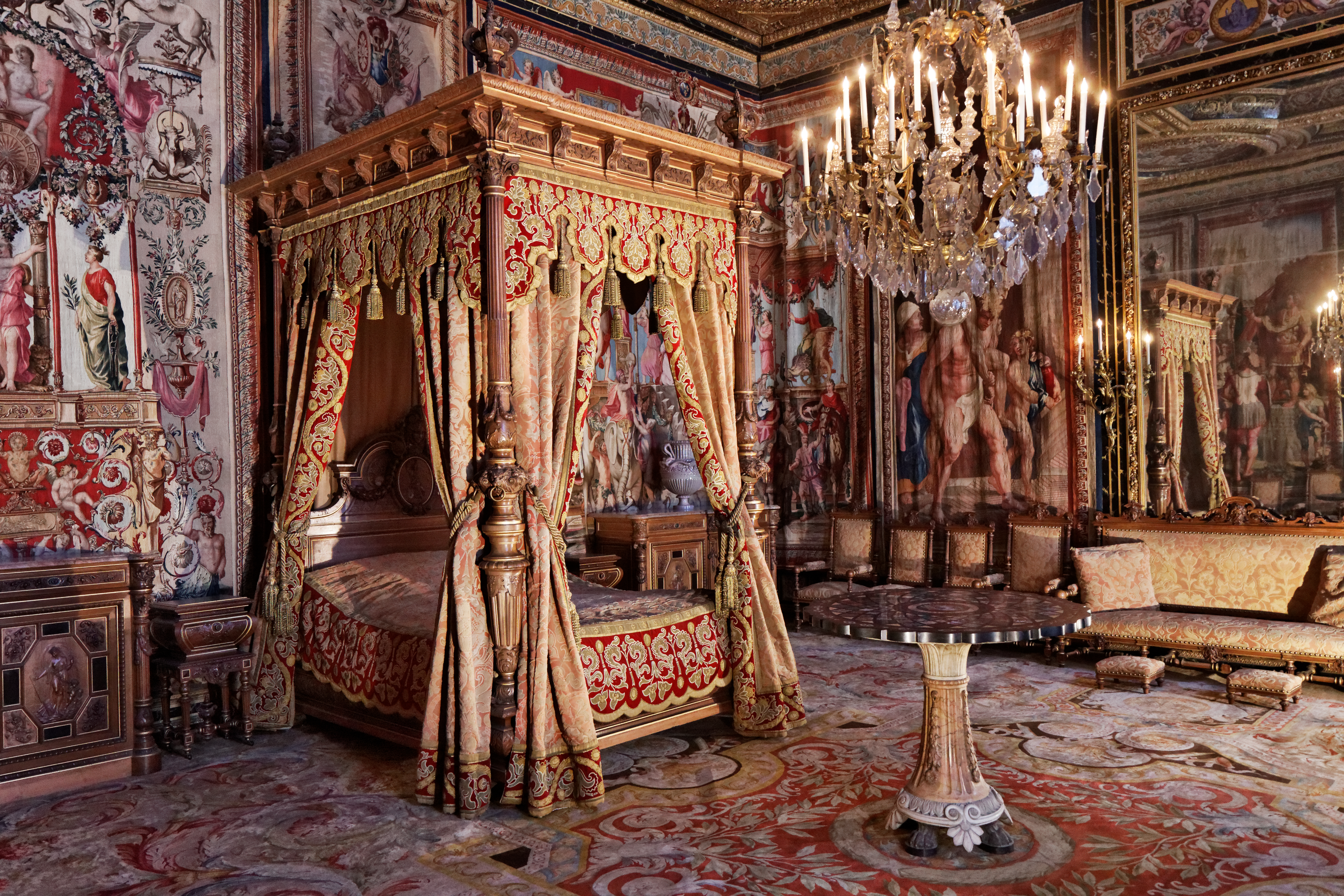
اتاق خواب آن اتریش یا ملکه مادر.
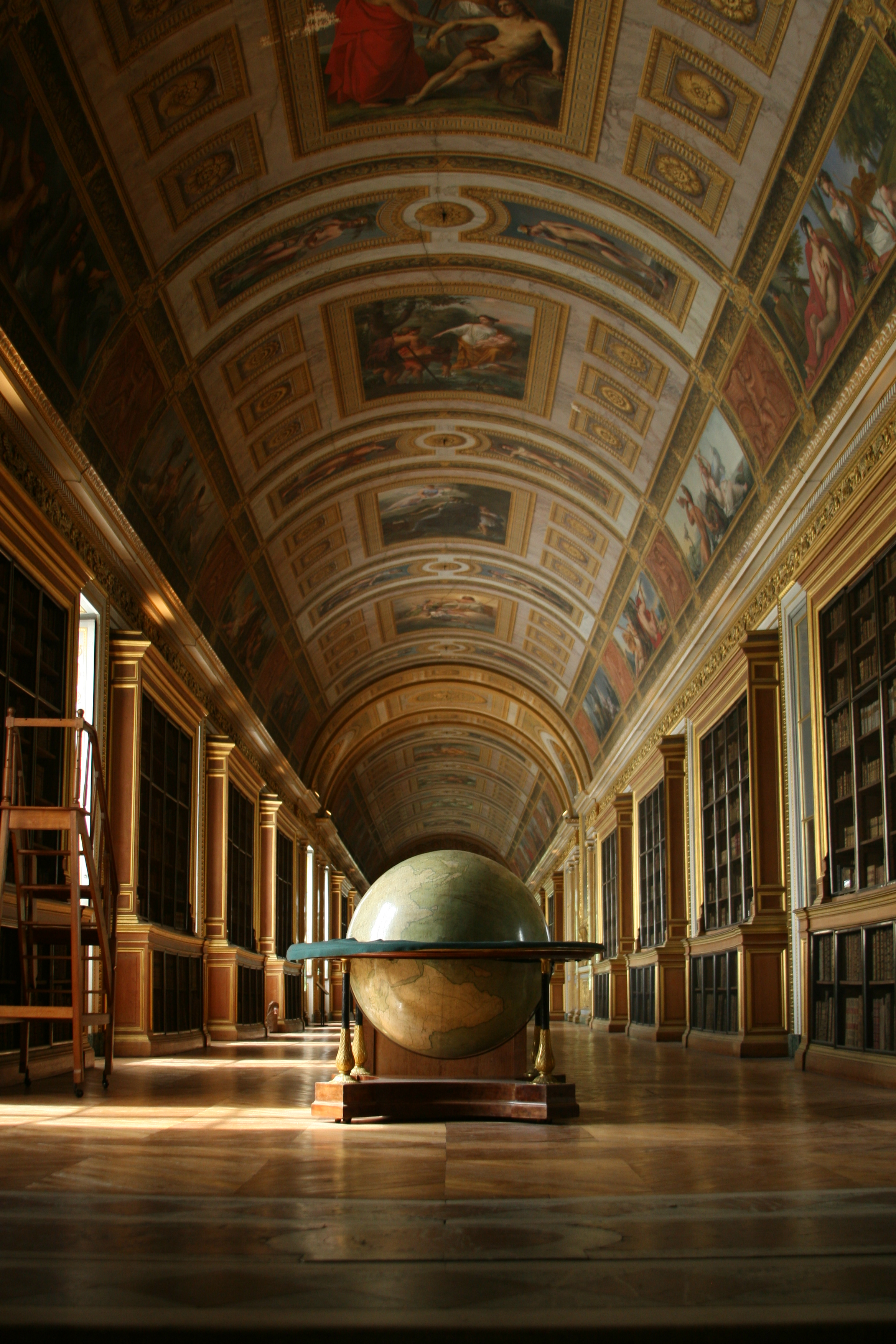
کتابخانه کاخ
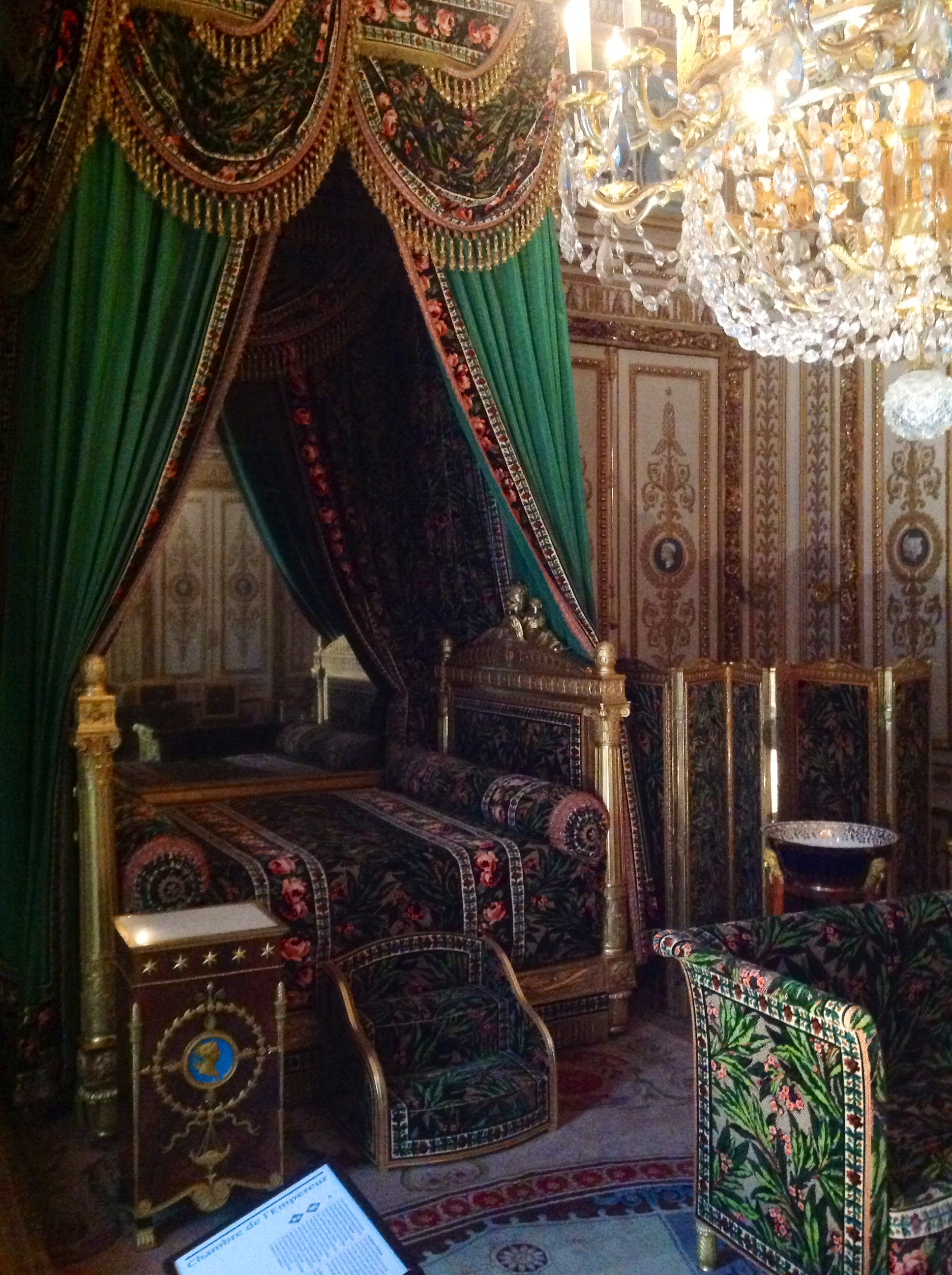
اتاق خواب ناپلئون بناپارت